# Ancretteville-sur-Mer
Ancretteville-sur-Mer é uma comuna francesa na região administrativa da Normandia, no departamento de Sena Marítimo. Estende-se por uma área de 3,16 km². Em 2010 a comuna tinha 165 habitantes (densidade: 52,2 hab./km²).